# Lo-Fi-Fnk
Lo-Fi-Fnk — шведская группа из Стокгольма, исполняющая композиции в стиле инди/электроника.

## История
Группа была основана в 2001 году Лео Друдджем и Августом Хельсингом. На момент основания группы участникам было по 18 лет.
Дебютный альбом, Boylife, создавался 5 лет, и был выпущен в 2006 году лейблом звукозаписи Moshi Moshi.
В данный момент[уточнить] вместе с лейблом Cooperative Music Lo-fi-fnk записывают новый альбом, дата выпуска которого пока неизвестна.

## Дискография

### Альбомы
- Boylife (2006, La Vida Locash)
- The Last Summer (2011, Columbia)
- Nightclub Nirvana (2015, Columbia)

### Синглы
- We Is (2002, La Vida Locash)
- (…And the JFG?) (2005, La Vida Locash)

### Ремиксы
- Dibaba — «The Truth Blending Consortium»
- Karin Ström — «Psykos»
- Softlightes — «Girlkillsbear»
- Le Tigre — «After Dark»
- The Feeling — «Love It When You Call»
- The Alpine — «Trigger»
- Hot Club de Paris — «Your Face Looks All Wrong»
- The Russian Futurists — «Paul Simon»
- Unklejam — «Stereo»
- Mika — «Big Girl (You Are Beautiful)»
- Shout Out Louds — «Impossible»
- GoodBooks — «Turn It Back»
- The Black Ghosts — «Face»